# Віллем Ніколас Олександр
Віллем Орансько-Нассауський (нід. Willem van Oranje-Nassau, при народженні Віллем Ніколас Олександр Фредерік Карель Хенрік Оранско-Нассауський (нід. Willem Nicolaas Alexander Frederik Karel Hendrik van Oranje-Nassau); 4 вересня 1840, Палац Нордейнде, Гаага, Нідерланди — 11 червня 1879, Париж, Франція) — принц Нідерландський і Орансько-Нассау, спадкоємець нідерландського престолу, принц Оранський, старший син Віллема III від його першого шлюбу з Софією Вюртемберзькою.

## Біографія
Принц Віллем був старшим сином у родині принца-наступника Нідерландів Віллема (майбутній король Віллем III) і його першої дружини Софії Вюртемберзьской. Його батьки доводилися один одному двоюрідними братом і сестрою, так як обидва були дітьми дочок російського імператора Павла I. При народженні йому було дано ім'я Віллем Ніколас Олександр Фредерік Карель Хенрік Орансько-Нассау (нід. Willem Nicolaas Alexander Frederik Karel Hendrik van Oranje-Nassau) з титулом «Його Королівська Високість принц Нідерландський і Орансько-Нассау». На момент народження Віллем посідав третє місце в спадкуванні нідерландського престолу й сімнадцяте в спадкуванні британського. Через місяць після його народження, прадід принца король Віллем I відрікся від престолу і королем став дід новонародженого — король Віллем II. У 1849 році він помер, і на престол зійшов батько принца, Віллем III. Принцу Виллему тоді було 9 років, він став першим в лінії успадкування і отримав титул «принца Оранського». Віллем, принц Оранський. У 1857 році був нагороджений великим хрестом Ордена Вежі й Меча. Віллем хотів одружитися з британською принцесою Алісою, другою дочкою королеви Вікторії, але отримав відмову. Після невдалої спроби він закохався в 19-річну графиню Матильду фон Лімбург-Стірум. Їх зв'язок зіпсував відносини принца з батьками, які були категорично проти шлюбу престолонаслідника з графинею. Шлюб вважався морганатичним і не допустимим. Додатково до цього ходили чутки, що Матильда була позашлюбною дочкою Віллема III, і молодий принц міг одружитися зі своєю зведеною сестрою. Все це не похитнуло намірів Віллема, але Матильди тоді не виповнилося ще й двадцяти років, і їй обов'язково потрібно отримати дозвіл на шлюб. Зрештою, молодим людям довелося розстатися. Розчований принц занурився в депресію і поїхав до Парижу, де почав вести розпусний спосіб життя, влаштовував п'янки і грав у азартні ігри. Жив разом з Генріеттою Хаузер, своєю паризькою коханкою. У Парижі він отримав прізвисько «Принц Лимон» (фр. Le prince Citron). Прізвисько стало популярним серед паризьких газет, які повідомляли про розпусне життя принца.
Принц Віллем помер в своїй паризькій квартирі від тифу, проблем з печінкою і загального виснаження. 26 червня 1879 року його тіло було поховано в королівському склепі церкви Нівекерк в Делфті. На труні були два вінки: один був від французької імператриці Євгенії, дружини імператора Наполеона III, інший від принца Уельського Едуарда (майбутній король Едуард VII), який був близьким другом Віллема в його розпусному житті. Після смерті Віллема спадкоємцем престолу став його брат Олександр, однак він помер у віці 29 років і не правив. Ще один брат Віллема — принц Моріс помер в дитинстві. Ні дядько принца Генріх, ні його двоюрідний дід Фрідріх не мали синів. Для продовження династії Віллем III уклав другий шлюб з Еммою, принцесою Вальдек-Пірмонтською, від якого мав єдину дочку Вільгельміну. У 1884 році був скасований Салічний закон за яким на престол могли вступати лише представники чоловічої статі. У 1890 році Віллем III помер і Вільгельміна зійшла на нідерландський престол.